# Huta (okręg Kluż)
Huta – wieś w Rumunii, w okręgu Kluż, w gminie Chiuiești. W 2011 roku liczyła 127 mieszkańców.